# Polysynodie

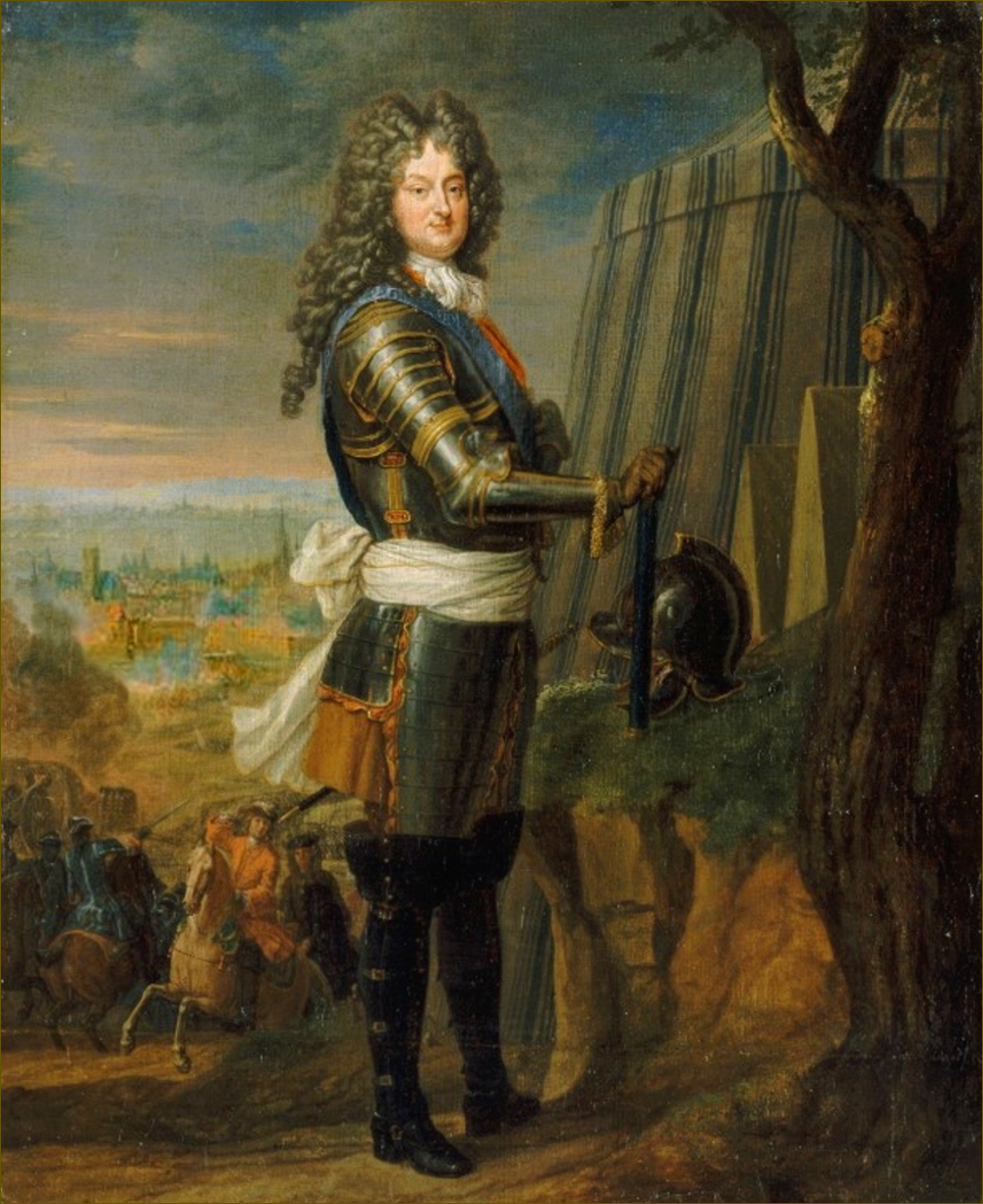
Philippe d'Orléans, dit « le Régent ». Le tableau est peint en 1717.

La polysynodie est un système de gouvernement par conseil instauré en France de 1715 à 1718 par Philippe d’Orléans au début de sa Régence, alors que le roi Louis XV est un jeune enfant. Ces nouveaux conseils ne sont pas des conseils de gouvernement ou d'administration, mais des ministères collégiaux.
Ce système nouveau remplace les secrétaires d'État et cherche à asseoir l'autorité du Régent en associant la haute noblesse au gouvernement. C'est un projet réfléchi. Sept conseils particuliers assistent le Conseil de Régence. Ils sont composés pour moitié de nobles d'épée et pour moitié de nobles de robe. Les conseils se réunissent très régulièrement et examinent les affaires qui concernent le gouvernement de la France. Le système dure trois ans, jusqu'à ce qu'il se grippe et que le Régent y mette fin en 1718. La polysynodie, dans le sillage de Rousseau, a souvent été sous-estimée.

## Un système nouveau

### Une pluralité de conseils
Dès le 2 septembre 1715, Philippe d'Orléans annonce qu'il n'y aura pas seulement un Conseil de régence, comme Louis XIV, mort la veille le 1er septembre 1715, l'avait prévu dans son testament, mais une pluralité de conseils inférieurs pour l'assister.
Le 15 septembre 1715, le contrôle général des Finances et les secrétaireries d'État sont remplacés par six conseils, un septième s'ajoutant le 15 décembre 1715. Les secrétaires d'État sont réduits au nombre de deux et ramenés à des fonctions d'exécution.
La polysynodie, en remplaçant chaque secrétaire d'État par un conseil où siègent haute noblesse, magistrats et notables, redistribue les pouvoirs précédemment assumés par Louis XIV et ses proches conseillers. Le système vise particulièrement à associer la haute noblesse au gouvernement de la France, mais il ne s'agit pas d'une tentative de libéralisation du régime. Au contraire, le Régent cherche ainsi à asseoir son autorité, fragile par nature dans la période instable que peut être une régence, alors que le roi n'est qu'un enfant et que le souvenir de la Fronde est dans les esprits.
Néanmoins, il faut relativiser la violence de la rupture : les nobles qui entrent dans les conseils avaient déjà exercé des responsabilités importantes sous Louis XIV, les anciens secrétaires d'État  entrent souvent dans les nouveaux conseils, les commis restent en place et leurs habitudes administratives continuent.

### Un projet longuement mûri
À cause de l'image frivole du Régent, on a souvent sous-estimé sa volonté réformatrice mais il a eu le temps, depuis plusieurs années, de réfléchir à sa régence, à partir notamment des projets élaborés par Fénelon et par Saint-Simon, qui peut être considéré comme le véritable inspirateur de la polysynodie. Toutefois, si Saint-Simon prépare activement la Régence et la polysynodie, l'organisation de cette dernière ne correspond pas exactement  à son projet et il sera déçu, se jugeant trop peu écouté. L'abbé Dubois, alors conseiller de Philippe d'Orléans, et futur cardinal et premier ministre, participe à la mise en place de ce système.
Ces conseils siègent à Paris. En effet, dès septembre 1715, le Régent organise le déménagement du roi et de la Cour d'abord à Vincennes puis, rapidement, à Paris, qui redevient donc la capitale politique de la France. Le roi enfant Louis XV et sa Cour sont installés au palais des Tuileries.

## Les Conseils particuliers de la polysynodie

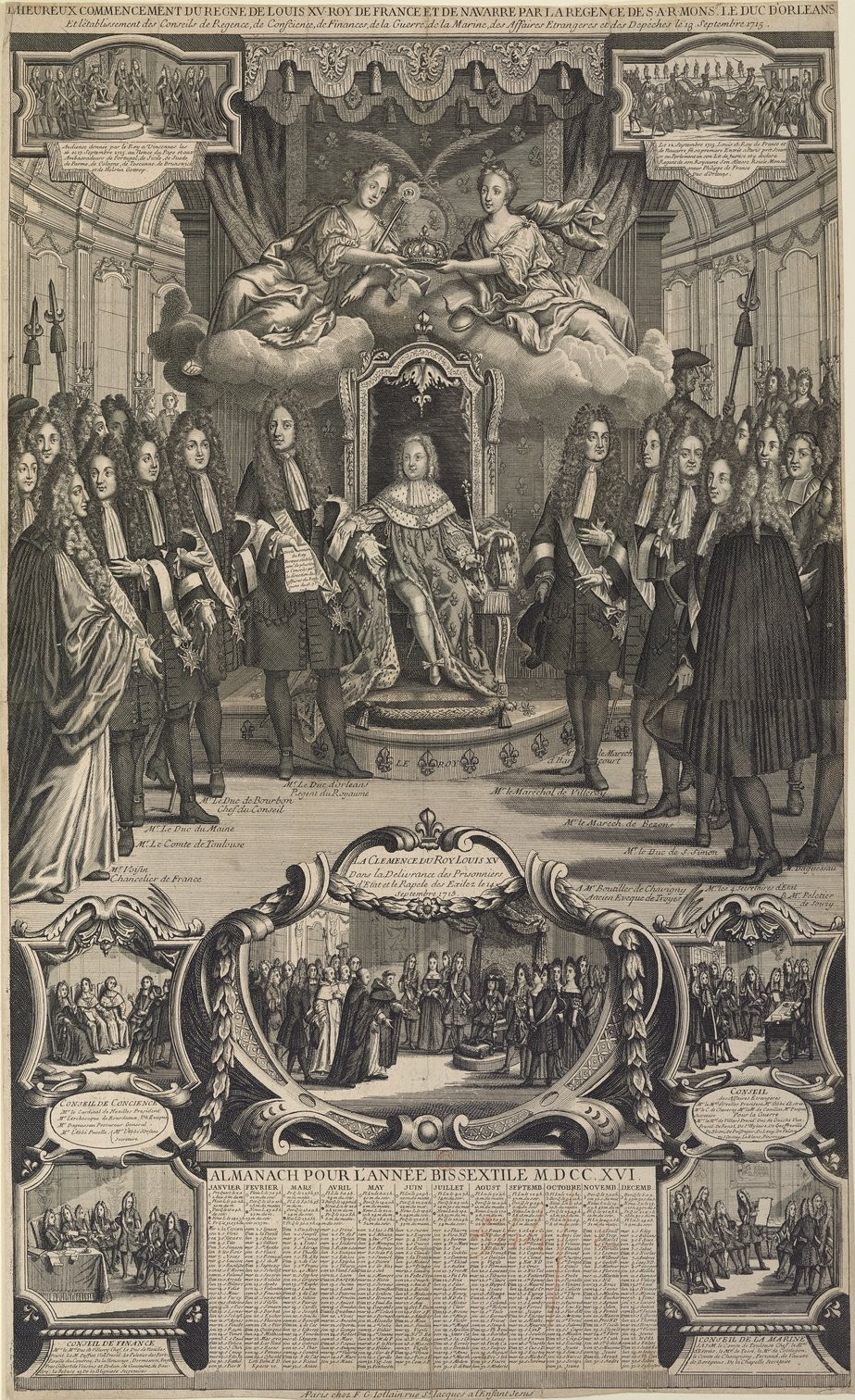
L'heureux commencement du règne de Louis XV, Roy de France et de Navarre par la régence de S. A. R. Monseigneur le duc d'Orléans et l'établissement des Conseils (F. G. Iollain, BNF).

### Sept conseils
Sept conseils ont pour tâche de simplifier le travail du Conseil de Régence, présidé par le Régent lui-même : 
- le Conseil de conscience (affaires morales et religieuses), présidé par le cardinal de Noailles ;
- le Conseil des affaires étrangères, présidé par le maréchal d'Huxelles ;
- le Conseil de la guerre présidé par le maréchal de Villars ;
- le Conseil de finances, ayant pour chef le maréchal de Villeroy et pour président le duc de Noailles ;
- le Conseil des affaires du dedans du Royaume, présidé par le duc d'Antin
- le Conseil de marine, présidé par le comte de Toulouse ;
- le Conseil de commerce (décembre 1715), présidé par le maréchal de Villeroy et en fait dirigé par Michel-Jean Amelot de Gournay.

### Soixante-deux conseillers
Saint-Simon explique longuement comment il a participé aux choix des hommes, introduisant ainsi son propos :  

« Dès les premiers jours que nous fûmes à demeure à Paris, c'est-à-dire aussitôt que le roi fut à Vincennes, il fut question des conseils entre M. le duc d'Orléans et moi. ce ne fut sans quelque reproche de ma part de ce que les choix étoient à faire. »

Dans ces huit conseils (Conseil de Régence compris), siègent soixante-deux conseillers, en comptant le Régent lui-même, pour soixante-neuf fonctions, certains en exerçant plusieurs. Les nominations faites par le Régent montrent un souci d'équilibre. Il s'agit à la fois de neutraliser les adversaires politiques, par exemple le duc du Maine, de récompenser les fidèles, comme le clan des Noailles et de recruter des compétences, comme le maréchal d'Huxelles. Au demeurant, ces objectifs ne s'opposent pas : ainsi le duc de Noailles est-il compétent en matière de finances, tandis que le maréchal d'Huxelles, diplomate expérimenté, est un fidèle du duc du Maine. Dans presque chaque conseil particulier, le Régent a nommé un adversaire, membre de la haute noblesse, à la présidence, mais il y a aussi placé à chaque fois des alliés politiques, pour contrebalancer l'autorité du président.
Au total, la moitié des conseillers sont issus de la noblesse d'épée et l'autre moitié de la noblesse de robe. Ces derniers sont plus nombreux dans les conseils plus techniques (commerce, finances) alors que les premiers dominent dans le Conseil de Régence ou celui de la guerre et sont seuls dans le Conseil des affaires étrangères. Le Régent, loin de supprimer les intendants comme le lui demande Saint-Simon, s'appuie sur un certain nombre d'entre eux en les faisant entrer dans les conseils. La participation à la polysynodie est l'occasion de poursuivre une ascension déjà entamée pour certaines familles de noblesse de robe, comme la famille Le Peletier ou la famille d'Ormesson.

### Les conseils au travail
Chaque conseil se réunit deux ou trois fois par semaine, à jours fixes. Si le Conseil de Régence se tient aux Tuileries à partir de décembre 1715, les conseils de la polysynodie ont le plus souvent lieu au palais du Louvre, même si on voit quelques conseils sièger dans les hôtels aristocratiques de ceux qui les président (le Conseil de conscience à l'archevêché de Paris chez le cardinal de Noailles, le Conseil de marine chez le comte de Toulouse). Une partie du travail de bureau s'effectue dans ces hôtels aristocratiques, par exemple le travail des finances chez le duc de Noailles.
Remplaçant les anciens secrétaires d'État, les conseils traitent de nombreux dossiers, très variés. Ils prennent des décisions administratives, tranchent des contentieux, examinent des requêtes de particuliers, nomment à des emplois, fixent les impôts, gèrent les ports et les troupes, etc. Les dossiers sont instruits par des commis travaillant dans des bureaux, dans la continuité du règne de Louis XIV. Les affaires les plus importantes passent ensuite au Conseil de Régence. Les conseils sont bien des ministères collégiaux.

## La fin de la polysynodie et son bilan

### Critiques et déclin
Philippe d'Orléans supprime la polysynodie le 24 septembre 1718. Il éprouve le besoin de revenir au système des secrétaires d'État, individus uniques, spécialisés et responsables d'un domaine, chargés de conseiller le roi (en l’occurrence, le régent).
En effet, la polysynodie est l'objet de critiques, dont l'une des plus marquantes est celle de l'abbé de Saint-Pierre, dans son ouvrage Discours sur la polysynodie. Ce texte d'une centaine de pages, publié en avril 1718, se présente comme un plaidoyer en faveur de la polysynodie afin de critiquer le gouvernement des ministres de Louis XIV. En fait, il relève les nombreux défauts, selon l'auteur, de la polysynodie telle que le Régent l'a mise en place.
Au cours de l'année 1718, l'activité des différents conseils décline, les conflits entre les conseillers se multiplient et ceux issus de la noblesse d'épée y manifestent leur opposition à la politique menée par le Régent. Ce dernier saisit donc l'occasion de la démission du cardinal de Noailles de la présidence du Conseil de conscience le 16 septembre 1718, à cause de la querelle janséniste, et supprime la polysynodie. Le duc d'Antin, président du Conseil du dedans, a regretté ces querelles et a vu dans la suppression de la polysynodie un abaissement définitif de la noblesse d'épée.

### Une réévaluation récente
Jean-Jacques Rousseau, travaillant sur les écrits de l'abbé de Saint-Pierre de 1754 à 1759, juge que la polysynodie fut une expérience négative. Il la qualifie de ridicule et en réduit considérablement la portée. Ce jugement hâtif a participé à la mauvaise réputation qu'a ensuite eu la polysynodie. En effet, ce système, considéré comme lent et peu efficace, à cause de l'incompétence des principaux conseillers et de leur très grand nombre, n'a souvent pas été pris au sérieux et a été sévèrement jugé, y compris par les historiens des institutions comme Michel Antoine, mais il n'avait, jusqu'à récemment, jamais été étudié plus avant.
Grâce à des travaux plus approfondis, l'historiographie actuelle est plus nuancée. Ainsi, le spécialiste de la polysynodie, Alexandre Dupilet, invite à ne pas surestimer la responsabilité des conseils dans les grandes décisions politiques, qui étaient prises par le Régent. Le rôle des conseils de la polysynodie était surtout de traiter les affaires courantes. Il a également montré que cette période a pu décider d'un certain nombre de réformes financières et administratives, dans un esprit de rigueur. On peut notamment citer les réformes fiscales de la taille proportionnelle et de la dîme royale.
Enfin, il convient de relativiser l'originalité du système de la polysynodie au regard des expériences européennes contemporaines. En effet, les réflexions sur les systèmes de gouvernement circulent à cette époque à travers l'Europe. Au cours du XVIIe siècle, la couronne suédoise s'organise avec sept collèges ; au début du XVIIIe siècle, l'Autriche a une structure gouvernementale avec des conseils ; la monarchie espagnole est régie par douze conseils et Pierre le Grand organise neuf collèges en Russie à partir de 1718. Saint-Simon avoue d'ailleurs s'être inspiré des exemples autrichiens et espagnols.

### Sources duXVIIIesiècle
- Charles-Irénée Castel de Saint-Pierre, Discours sur la polysynodie : où l'on démontre que la polysynodie ou pluralité des conseils est la forme de ministère la plus avantageuse pour un roi et pour son royaume ([Reproduction en fac-similé]) / par M. l'abbé de Saint Pierre,..., Amsterdam, 1719 (lire en ligne).
- Jean-Jacques Rousseau, Jugement sur la polysynodie (lire en ligne).
- Louis de Rouvroy de Saint-Simon, Mémoires complets et authentiques du duc de Saint-Simon sur le siècle de Louis XIV et la Régence. T. 13 / collationnés sur le ms. original par M. Chéruel ; et précédés d'une notice biographique par M. Sainte-Beuve,..., Paris, 1856-1858 (lire en ligne).

### Travaux d'historiens
- Michel Antoine, Le Conseil du Roi sous le règne de Louis XV, Paris-Genève, Droz, Mémoires et documents publiés par la société de l'Ecole des Chartes, 19, 1970, 666 p..
- Jean Carreyre, « La politique religieuse du Régent (1715-1723) », Revue d'histoire de l'Église de France, vol. 14, no 65,‎ 1928, p. 459–467 (DOI 10.3406/rhef.1928.2485, lire en ligne, consulté le 27 mai 2021).
- Alexandre Dupilet et Thierry Sarmant, « Polysynodie et gouvernement par conseil en France et en Europe du XVIIe au XIXe siècle », Histoire, économie & société,‎ 2007, p. 51-65 (lire en ligne).
- Alexandre Dupilet, La Régence absolue. Philippe d'Orléans et la polysynodie (1715-1718), Seyssel, Champ Vallon, collection Epoques, 2011, 437 p. (ISBN 978-2-87673-547-7).
- Alexandre Dupilet, « Introduction au Discours sur la polysynodie », sur www.unicaen.fr (consulté le 1er mai 2021)
- Alexandre Dupilet, Le cardinal Dubois. Le génie politique de la Régence, Paris, Tallandier, 2015, 411 p. (ISBN 979-10-210-0761-1).
- Françoise Hildesheimer, « L'ego financier de Saint-Simon. À propos des Edits de 1717 », Cahiers Saint-Simon, vol. 38, no 1,‎ 2010, p. 51–68 (DOI 10.3406/simon.2010.1477, lire en ligne, consulté le 3 mai 2021).
- Sophie Jugie, « « Le duc d'Antin ou le parfait courtisan » : réexamen d'une réputation. », Bibliothèque de l'École des chartes, vol. 149, no 2,‎ 1991, p. 349–404 (DOI 10.3406/bec.1991.450619, lire en ligne, consulté le 3 mai 2021)
- Laurent Lemarchand, « Saint-Simon et les réformes (politiques) : un rendez-vous manqué ? », Cahiers Saint-Simon, vol. 38, no 1,‎ 2010, p. 79–92 (lire en ligne, consulté le 2 mai 2021).
- Laurent Lemarchand, Paris ou Versailles ? La monarchie absolue entre deux capitales 1715-1723, Paris, CTHS Histoire, 2014, 402 p. (ISBN 978-2-7355-0797-9).
- Pascale Mormiche, Le petit Louis XV. Enfance d'un prince, genèse d'un roi (1704-1725), Ceyzérieu, Champ Vallon, collection Epoques, 2018, 422 p. (ISBN 979-10-267-0739-4).
- Mireille Touzery, L’invention de l’impôt sur le revenu : La taille tarifée 1715-1789, Paris, Comité pour l'histoire économique et financière de la France, coll. « Histoire économique et financière - Ancien Régime », 1994 (ISBN 978-2-8218-2850-6, lire en ligne)
- Louis Trenard, « Polysynodie », sur Encyclopædia Universalis (consulté le 25 décembre 2017).
- Jean de Viguerie, Histoire et dictionnaire du temps des Lumières, Robert Laffont, 1995, 1730 p. (ISBN 2-221-04810-5, EAN 9782221048108)